# Aedes wardi
Aedes wardi är en tvåvingeart som beskrevs av Bianca L. Reinert 1976. Aedes wardi ingår i släktet Aedes och familjen stickmyggor.
Artens utbredningsområde är Filippinerna. Inga underarter finns listade i Catalogue of Life.